# شهید (سمیرم)
شهید ، روستایی از توابع بخش پادنا علیا شهرستان سمیرم در استان اصفهان ایران است.
این روستا جنوبی ترین نقطه استان اصفهان از لحاظ مختصات جغرافیایی و مسکونی بودن است.

## جمعیت
این روستا در دهستان برآفتاب قرار دارد و بر اساس سرشماری مرکز آمار ایران در سال ۱۳۸۵، جمعیت آن ۴۸۹ نفر (۱۲۲ خانوار) بوده‌است.